# Hipposideros griffini
Hipposideros griffini — є одним з видів кажанів родини Hipposideridae.

## Етимологія
Hipposideros griffini був спочатку визнаний як окремий по його частоті ехолокації. Вид названий на честь покійного професора Дональда Редфилда Гріфіна (англ. Donald Redfield Griffin, 1915-2003) з Рокфелерівського університету (Нью-Йорк), на знак визнання його започаткування й істотного внеску в ехолокаційні дослідження кажанів.

## Морфологія
Кажан великий, з довжиною передпліччя між 83,3 і 90 мм, довжиною стопи між 14,1 і 15,8 мм і довжиною вух між 27,5 і 30 мм.
Спинна частина бура або сірувата, черевна частина світліша. Вуха трикутні. Хвіст довгий і злегка виступає за межі широкої хвостової мембрани.
Ультразвук складаються з сигналу з двома короткими вихідними компонентами й кінцевої довгої частини з постійною частотою, з максимальним піком при 79,2 кГц.

## Поширення
Цей вид відомий тільки в двох пунктів В'єтнаму, на острові Кат Ба і в Національному парку Чу Мон Рай, 1000 км південніше. Живе в гірських первинних і порушених лісах.